# Special Olympics Vereinigte Arabische Emirate
Special Olympics Vereinigte Arabische Emirate (englisch Special Olympics United Arab Emirates (UAE), arabisch الأولمبياد الخاص الإماراتي) ist der von den Vereinigten Arabischen Emiraten gegründete Verband von Special Olympics International mit Sitz in Abu Dhabi. Ziel des Verbandes ist es, das ganze Jahr über Sport für geistig beeinträchtigte Kinder, Jugendliche und Erwachsene anzubieten, damit sie körperlich fit sind, ihren Mut zeigen können und Freundschaften zu anderen Athleten und Mitgliedern ihrer Gemeinden knüpfen können. Außerdem betreut der Verband die eigenen Athletinnen und Athleten bei den internationalen Special Olympics Wettbewerben.

## Geschichte
Special Olympics Vereinigte Arabische Emirate wurde 1990 gegründet. Anfangs hatte der Verband die Form eines Komitees, das der People of Disabilities Sports Union unterstand. 2017 entschied Scheich Muhammed bin Raschid Al Maktum, Vizepräsident der Vereinigten Emirate und Präsident von Dubai, dass der Verband eine unabhängige Vereinigung werden sollte, die vom Ministerium für Gemeinschaftsentwicklung unterstützt wird.
Der Verband war 2019 der erste arabische Gastgeber von Special Olympics World Summer Games, die in Abu Dhabi stattfanden und an denen über 190 Nationen teilnahmen.

## Aktivitäten
Im Jahr 2021 waren in dem Verband 1.547 Athletinnen, Athleten und Unified Partner sowie 696 Trainer registriert.
Der Verband Special Olympics Vereinigte Arabische Emirate bietet folgende Sportarten an: Alpinski, Badminton, Basketball, Beachvolleyball, Boccia, Bowling, Eiskunstlauf, Floorball, Floor Hockey, Fußball, Golf, Gymnastik, Handball, Judo, Kanusport, Kraftdreikampf, Leichtathletik, MATP, Radsport, Reiten, Roller Skating, Schneeschuhlaufen, Schwimmen, Segeln, Skilanglauf, Tanz, Tischtennis, Tennis und Volleyball.
Special Olympics Vereinigte Arabische Emirate nimmt an mehreren Programmen von Special Olympics International teil, nämlich an Healthy Athletes, Athlete Leadership, Health Community, Young Athletes Program und Unified Champion Schools.

### Teilnahme an vergangenen Weltspielen

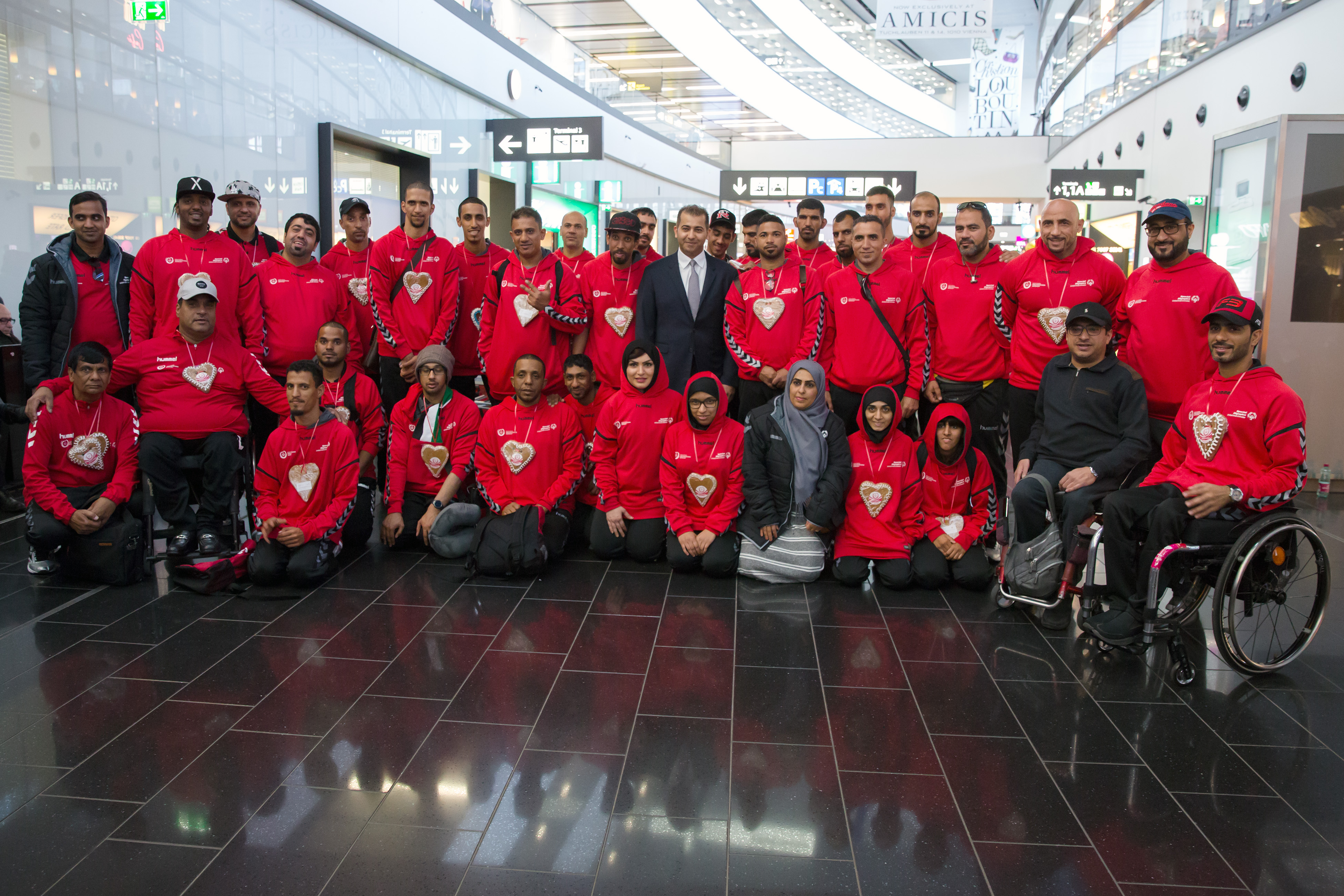
Special Olympics World Winter Games 2017 Ankunft des Teams aus den Vereinigten Arabischen Emiraten

- 1995 Special Olympics World Summer Games, Connecticut, USA
- 2003 Special Olympics World Summer Games, Dublin, Irland
- 2007 Special Olympics World Summer Games, Shanghai, China
- 2009 Special Olympics World Winter Games, Idaho, USA
- 2015 Special Olympics World Summer Games, Los Angeles, USA (55 Athletinnen und Athleten)
- 2017 Special Olympics World Winter Games, Graz-Schladming-Ramsau, Österreich (23 Athletinnen und Athleten)
- 2019 Special Olympics, World Summer Games, Abu Dhabi (290 Athletinnen und Athleten)[4]
- 2025 Special Olympics World Winter Games, Turin, Italien (11 Athletinnen und Athleten)[5]

### Teilnahme an den Special Olympics World Summer Games 2023 in Berlin
Der Verband Special Olympics Vereinigte Arabische Emirate nahm an den Special Olympics World Summer Games 2023 in Berlin teil und war mit 75 Athletinnen und Athleten sowie 20 Unified Partnern eine der größten Delegation der MENA-Region bei den Spielen. Die Delegation wurde vor den Spielen im Rahmen des Host Town Programs von Marburg betreut. Das Team gewann bei diesen Weltspielen 18 Gold-, 21 Silber- und 27 Bronzemedaillen.